# Friedrich Wilhelm Viehbeck
Friedrich Wilhelm Viehbeck (Pseudonym Willibald Veldegg; * 18. November 1770 in Rüdenhausen; † 1828) war ein Kanzleidirektor und Historiker, der vor allem über die Geschichte des Hauses Castell arbeitete.

## Leben und Wirken
Friedrich Wilhelm Viehbeck wurde am 18. November 1770 in Rüdenhausen, einer der Residenzen der Grafen zu Castell geboren. Sein ein Jahr älterer Bruder Karl Ludwig Friedrich wurde später ein bekannter Kunstmaler. Er machte Karriere in der Verwaltung der Grafschaft. Viehbeck wurde Lehensrat, Kanzleidirektor und Archivar für das Archiv der Grafen von Castell im gleichnamigen Ort am Steigerwaldsaum. Nach der Mediatisierung der Grafschaft und dem Fall an Kurpfalz-Bayern zu Beginn des 19. Jahrhunderts erschienen die meisten der historischen Abhandlungen über die Geschichte der Grafen.
In den Jahren 1804/1805 ließ Friedrich Wilhelm Viehbeck mehrere Epitaphien der Casteller Grafen von der bei Volkach gelegenen Vogelsburg in die Peter-und-Pauls-Kirche nach Rüdenhausen schaffen. Viehbeck war bis zu seinem frühen Tod für die Grafen und die Gemeinde Rüdenhausen tätig. So verfasste er unter anderem eine Urkunde, die in der Kirchturmkugel untergebracht wurde. Friedrich Wilhelm Viehbeck starb im Jahr 1828.

## Werke (Auswahl)
Viehbeck verfasste mehrere Monographien über die Grafschaft Castell und das hier herrschende Geschlecht. Daneben tat er sich als Landeshistoriker für das Steigerwaldvorland hervor. Er schrieb die erste monographische Betrachtung über das „Land zwischen Main und Steigerwald“. In seinen letzten Lebensjahren beschäftigte er sich außerdem mit der volkskundlichen Sagen- und Märchenüberlieferung der Region Franken.
- Statistisch-historisch-geographische Beschreibung der Grafschaft Kastell in Franken. Entworfen im Jahre 1807. In: Oesterreichers Denkwürdigkeiten der Staatenkunde Teutschlands, II. Bd. 1. Heft. Leipzig 1808. S. 1–72.
- Abriß einer genealogischen Geschichte des Gräflichen Hauses Castell in Franken. Rüdenhausen 1813.
- Älteste Geschichte Mittelfrankens oder des Landes am Mayn und an dem Steigerwalde. Ein Beytrag zur Universal-Geschichte des Königreichs Baiern (= Zeitschrift für Bayern und die angränzenden Länder Bd. 2). München 1817.
- Kurze Nachricht von der Feyer des dritten Reformations-Jubelfestes in der Grafschaft Castell. Besonders in den beyden Residenzorten Castell und Rüdenhausen im Oct. und Nov. 1817. Marktbreit 1817.
- Die Namen der alten Teutschen, als Bilder ihres sittlichen und bürgerlichen Lebens. Erlangen 1818. Faksimile: Svenja Dalacker (Hrsg.): Die Namen der alten Teutschen, als Bilder ihres sittlichen und bürgerlichen Lebens. o. O. 2013.
- Die Grafschaft Castell in Franken im 13. Jahrhundert. Bamberg 1821/1822.
- Der fränkische Geschichtsfreund. Marktbreit 1823.
- Volksmährchen aus Franken. Nürnberg 1827.
- Posthum veröffentlichtes Manuskript: Rüdenhäuser Gerichtsbarkeit. In: Der Steigerwald 29/2009. Gerolzhofen 2009. S. 13–15.